# ER/Studio

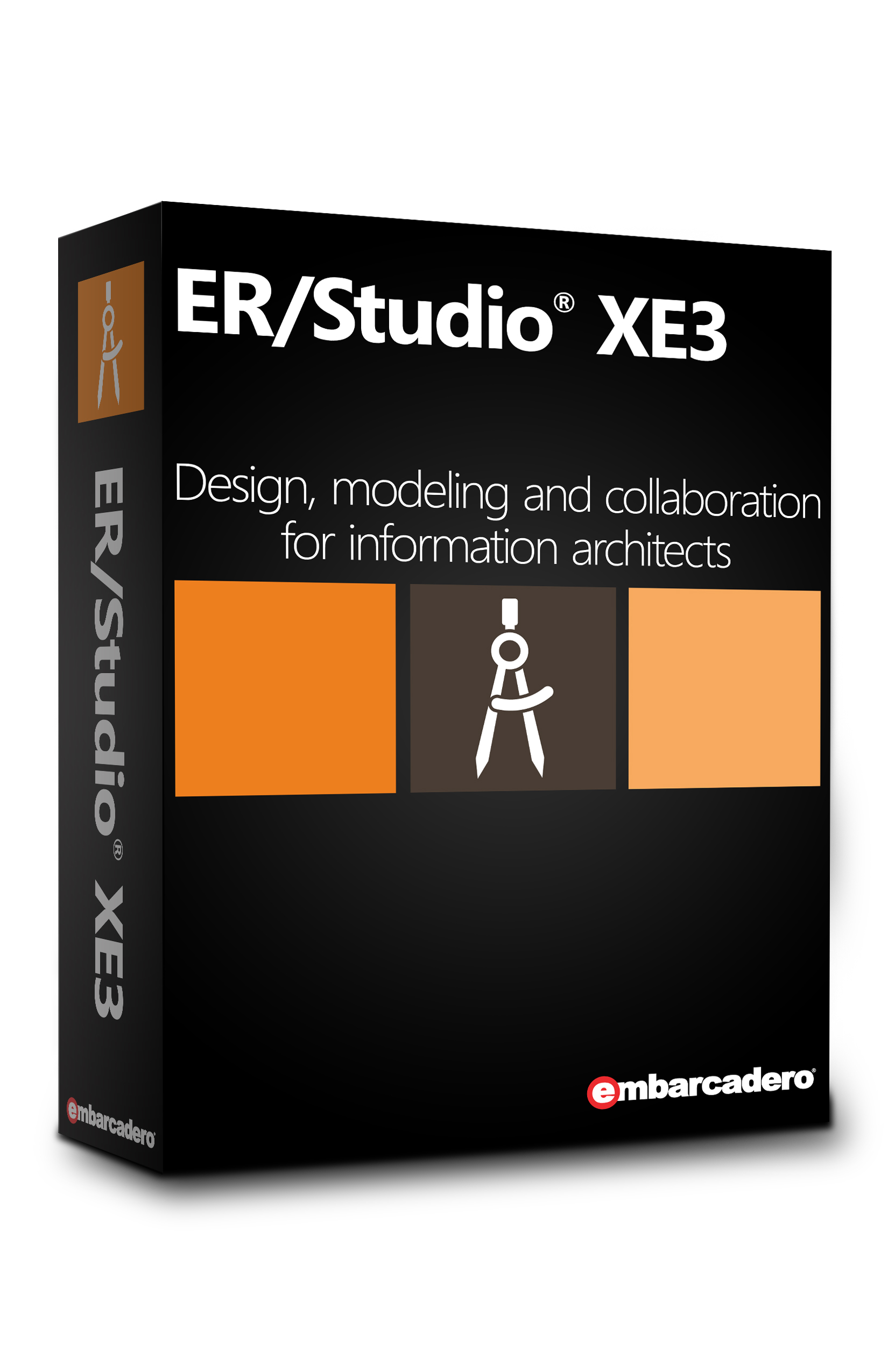
ER/Studio

엠바카데로 ER/Studio(Embarcadero ER/Studio)는 데이터베이스 설계(데이터모델링)를 위한 데이터모델링 도구이다. ER/Studio는 세계 상위 3대 모델링툴 제품 중 하나이며 사용자 편의성 및 사용자 만족도에서 부동의 1위를 랭크하고 있는 엔터프라이즈급 데이터 모델링 도구이다. 현재의 버전은 2016년에 출시된 ER/Studio 2016으로써 매년 발빠른 업그레이드 및 기능 개선이 이루어지고 있다.
ER/Studio는 Enterprise Team Edition, Data Architect Professional, Data Architect 에디션과 그외 Viewer, Data Lineage, UDM(Universal Data Model) 등 다양한 Add in 기능 들이 출시되고 있다.

## 역사
엠바카데로는 전통적으로 데이터베이스 지원툴에 주력하는 기업이며 1993년에 설립되었다. 미국 샌프란시스코에 본사를 두고 전 세계에 지사를 두고 있는 엠바카데로는 볼랜드의 델파이, JBuilder, C++Builder와 같은 유명한 개발툴 사업 부문을 인수하여 현재에는 DB툴에서부터 개발툴에 이르기까지 전반적인 개발도구를 전 세계에 공급하고 있다. ER/Studio는 1997년에 출시되어 현재의 XE6 버전 10.0에 이르기까지 빠른 업데이트와 기술지원 능력을 보여주고 있으며 업계 최고의 데이터모델링 툴로써 평가를 받고 있다. ER/Studio는 엠바카데로 제품군들의 데이터 거버넌스 지원 전략의 핵심 도구가 되고 있다.
또한 2014년 3월 CA의 ERwin을 엠바카데로에서 인수하는 것으로 양사가 합의를 한 바 있으나 미국 법무부에서 기각을 하여 인수가 무산이 되기도 하였다. 법무부의 판결문을 요약하자면 "미국 정부, 금융 권에서 폭넓게 사용되고 있는 ER/Studio를 보유한 엠바카데로가 ERwin을 인수할 경우 데이터모델링툴 시장의 독점이 우려되며 공정한 경쟁이 위해된다. 따라서 소비자의 피해가 예상되는 바 이 거래는 기각한다" 라고 되어 있다.
결과적으로 지난 수 년간 ERwin에 대한 매각의 기회를 엿보던 CA는 울며 겨자먹기로 ERwin을 다시 떠안게 되었으며 여전히 ERwin을 "discontinued operations"로 분류하고 있다.
ERwin은 여전히 세계 1위의 모델링도구로써 입지를 다지고 있지만 수 년간 개선되지 않는 기능, 문제점 해결 능력 부재, 저조한 R&D 등으로 고객들은 지속적으로 제품의 신뢰에 대한 실망을 표시하고 있으며 글로벌 대형 기업이 ERwin에서 ER/Studio로 변경하는 사례가 빈번하게 발생하고 있다.
이로써 ER/Studio는 데이터모델링 툴 시장에서 실질적인 세계 1위의 입지를 다지게 될 것으로 예상되고 있다.
허나 이후 한국시장에서는 영업 및 기술지원 부분에서 한계를 보이며 erwin , DA#, 파워디자이너 등에 밀려 큰 관심을 받지 못하고 있다.

## 버전
- ER/Studio v1.0 : 1997년 출시
- ER/Studio v8.0 : 2008년 웹포탈 출시, SQL Server 2008 지원(경쟁 툴 중 최초)
- ER/Studio v9.0 : 2010년 ER/ETL(데이터 리니지) 출시
- ER/Studio v9.6 : 2013년 Team Server(웹포탈, 비즈니스용어, 메타데이터 관리 등) 출시
- ER/Studio v9.7 : 2014년 DB 지원 추가(SQL Server 2014, Oracle 12c, PostgreSQL, MongoDB, Hadoop Hive 등)
- ER/Studio v10.0 : 2015년 64bit 지원, 리파지토리 처리속도 향상 등

## 기능
ER/Studio는 엔터프라이즈급 프리미엄 데이터모델링 툴이다.
데이터모델링 방법론에 입각한 풍부한 데이터모델링 기능을 지원하고 있으며 전 세계에 다양한 DBMS를 지원한다. 사용하기 편하고 일관성있는 UI는 처음 접하는 사용자도 손쉽게 툴을 사용할 수 있게 해주며 업무 생산성을 극대화시킨다.
- 포워드 엔지니어링(forward Engineering)과 리버스 엔지니어링(Reverse Engineering)에 필요한 데이터베이스 라이프사이클을 완벽하게 지원
- 빅데이터(Apache Hadoop, Cloudera, Google Big Query 등), NoSQL(PostgreSQL, MongoDB 등) 등 다양한 DBMS 지원
- 모델과 데이터베이스를 위한 향상된 양방향 비교 및 병합
- 도메인 상속, 오브젝트 재사용, 자동 업데이트, 데이터 사전 표준화
- 소스/타겟 맵핑을 통해 문서를 시각화한 데이터 라이니지 지원
- 사용성(Where Used) 분석과 사용자 정의 맵핑
- 중첩되어 있는 서브모델 관리
- 커스터 마이즈 된 XML 스키마 생성
- 향상된 다이어그램과 레이아웃 엔진
- 산업 표준 모델/패턴에 제품 추가(add-on)가능
- 엠바카데로 AppWave로 중앙집중식 라이선스 관리 및 툴 배포

ER/Studio는 단순히 ERD를 그리는 것을 넘어서 다양한 DBMS의 심도있는 오브젝트들을 지원하고 있으며 관리하기 어려운 ETL 툴의 변환작업까지 시각적으로 관리해 주고 있다. 또한 리파지토리와 웹포탈은 개발자-업무담당자 간 커뮤니케이션을 극대화시켜 주고 있으며 엠바카데로의 DB지원툴(DB Powerstudio) 및 개발툴(RAD Studio)과 더불어 기업의 데이터 거버넌스 수립을 손쉽게 해준다.

## 관련 소프트웨어
- ER/Studio Enterprise Team Edition: ER/Studio의 최상위 에디션으로써 리파지토리와 웹포탈 등 엔터프라이즈급에서 필요한 다양한 도구가 포함되어 있음
- ER/Studio DA: 데이터모델링 도구(ERwin의 데이터모델러에 해당하는 제품)
- Team Server Core] : 웹포탈로써 웹브라우저에서 ERD를 조회 및 리포팅은 물론 현재에는 비즈니스용어집, 메타데이터 관리 등 사용자간 커뮤니티의 도구로서 기능을 담당함
- Repository] : 데이터모델의 협업 저장소로서 데이터모델 내의 동일한 오브젝트(데이터모델, 엔티티 등)를 여러 명이 동시에 수정 가능하게 함
- Data Lineage] : ER/Studio 내에서 다양한 ETL 툴(Data stage, Power Center, SSIS 등)의 스크립트를 임포트하여 복잡한 변환(Transformation) 작업을 이해하기 쉽게 도식화하고 관리하여 노동집약적인 ETL 관리를 ER/Studio에서 손쉽게 관리 가능케 함
- UDM] 보관됨 2015-04-02 - 웨이백 머신 : 데이터모델링 분야에서 세계적인 권위자인 Len Silverston이 창시하고 이미 많은 고객사에 적용되어 검증이 완료된 Universal Data Model을 엠바카데로에서 전 세계에 독점 공급을 하고 있다.

## 특징
- 사용자 편의성 : 모든 기능에 일관성있고 직관적인 UI는 처음 사용자도 쉽게 사용할 수 있으며 작업 생산성을 높여준다.
- 엔터프라이즈급 모델링 : 데이터모델링, 비즈니스(프로세스)모델링, UML모델링툴을 포함되어 있으며 리파지토리 및 웹포탈은 관련 담당자 간 커뮤니케이션을 극대화하여 주고 ETL 툴에서 관리하는 복잡한 변환 작업까지 관리함으로써 기업의 메타데이터 거버넌스를 효과적으로 지원함
- 강력한 R&D 조직 : 매년 메이저 업그레이드가 이루어지고 있으며 가장 발빠르게 고객의 요구사항에 대응하고 있음. ER/Studio는 엠바카데로의 주력 툴로써 막강한 R&D 조직이 지원하고 있음(경쟁툴의 평균 R&D 금액의 두 배 이상 투자)
- 사용자 만족도 : 전 세계 사용자 만족도 1위의 제품으로써 툴을 도입한 이후에도 지속적으로 만족스럽게 활용할 수 있는 툴로 인정받고 있음(Gartner Report,2007)

## 같이 보기
- 델파이